# Pot-au-feu

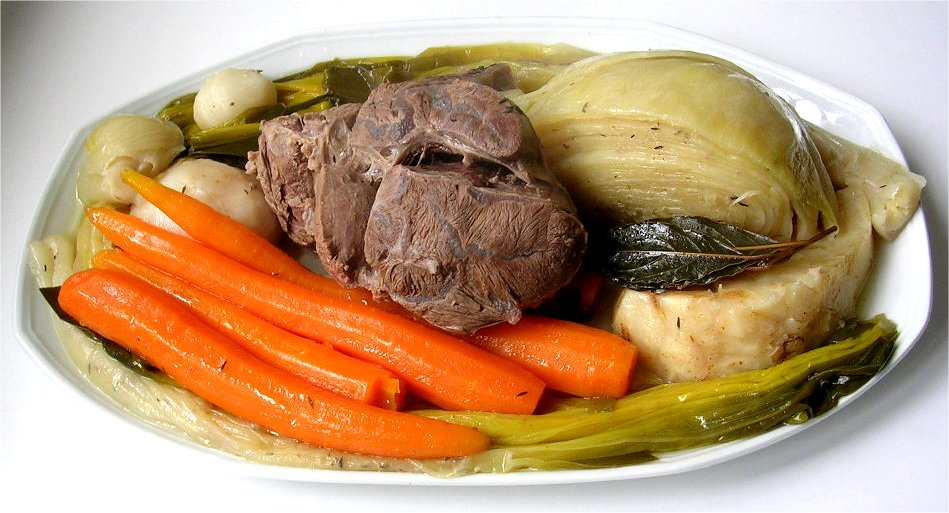
Pot-au-feu

O pot-au-feu (pronúncia em francês: [pɔ.to.fø] "panela no fogo") é um tradicional guisado de carne francês temperado com ervas aromáticas que pode ser servido de duas formas ou como sopa e depois como prato principal. De acordo com o chef Raymond Blanc, pot-au-feu é "a quintessência da cozinha caseira francesa, um dos pratos mais celebrados na França. Ele honra tanto as mesas dos ricos, quanto a dos pobres."
Os cortes de carne e vegetais envolvidos pode variar, mas um pot-au-feu típico contém:
- Cortes de carne baratas que precisam cozinhar por um longo tempo;
- Uma carne cartilaginosa, como rabo de touro;
- vegetais: cenouras, nabos, alho-porro, aipo e cebolas;
- temperos: bouquet garni, sal, pimenta-preta e cravo-da-índia.

O prato é servido com sal grosso e mostarda Dijon, e, as vezes, pepino em conserva no vinagre.